# Periclimenes colemani
Periclimenes colemani är en kräftdjursart som beskrevs av Bruce 1975. Periclimenes colemani ingår i släktet Periclimenes och familjen Palaemonidae. Inga underarter finns listade i Catalogue of Life.